# Labigastera latiforceps
Labigastera latiforceps is een vliegensoort uit de familie van de sluipvliegen (Tachinidae). De wetenschappelijke naam van de soort is voor het eerst geldig gepubliceerd in 2000 door Tschorsnig.